# Parti régionaliste de Cantabrie
Le Parti régionaliste de Cantabrie (en espagnol : Partido Regionalista de Cantabria, abrégé en PRC)  est un parti politique régionaliste espagnol de la communauté autonome de Cantabrie.

## Présentation
Le 14 mai 1976 est créée l'Associaion pour la défense des intérêts de Cantabrie (en espagnol : Asociación para la Defensa de los Intereses de Cantabria, abrégé en ADIC), avec pour objectif de stimuler la vocation autonomiste cantabre. En 1978, quand se clôt la carte des pré-autonomies en Espagne, celle de la Cantabrie reste à la marge, et au sein de l'ADIC est proposée la création d'un parti régionaliste et indépendant pour promouvoir l'autonomie de la Cantabrie et participer aux élections municipales de 1979. C'est ainsi que le 10 novembre 1978 naît le Parti régionaliste de Cantabrie (en espagnol : Partido Regionalista de Cantabria, abrégé en PRC), qui participe l'année suivante aux élections législatives en présentant une liste au Sénat, puis aux élections municipales du 3 avril 1979. 
Aux élections régionales et municipales du 8 mai 1983, le PRC entre au parlement de Cantabrie avec deux députés, et remporte 63 sièges de conseillers municipaux.
Aux élections suivantes, le 10 juin 1987, le PRC passe à cinq députés régionaux et 102 conseillers municipaux, et récolte 14 553 voix aux élections européennes qui se déroulent le même jour. 
Le 30 avril 1988, le PRC participe à Valence en tant qu'observateur à un groupe de travail de partis régionalistes en vue de présenter une liste unique aux élections européennes de l'année suivante. Les autres participants sont l'Union du peuple navarrais, le Parti aragonais, l'Union valencienne, le Partido Riojano Progresista (depuis 1990, Partido Riojano), l'Union majorquine, l'Extremadura Unida et l'Union du peuple de Melilla (es). En juin, le PRC rejoint formellement la plate-forme, et l'année suivante se présente aux élections européennes au sein de la Fédération de partis régionaux (es) (FPR). À partir de cette date, les relations entre ces partis régionalistes de centre droit ont été constantes. 
Lors des élections générales d'avril 2019, il obtient un député au congrès, en totalisant 52 197 voix (14,59 % en Cantabrie).
Aux élections au Parlement de Cantabrie de 2023, ce parti régionaliste de centre-gauche, qui gouvernait en coalition avec le Parti socialiste ouvrier espagnol (PSOE), subit une lourde défaite. Il n’obtient que 20,9 % des voix contre 37,6 % en 2019, tandis que le Parti populaire (PP) et Vox obtiennent la majorité parlementaire. Le parti décide de ne pas présenter de candidat lors des élections générales du 23 juillet 2023.

## Résultats électoraux

### Élections générales
| Année         | Tête de liste         | Congrès des députés | Congrès des députés | Congrès des députés | Congrès des députés | Sénat | Gouvernement |
| Année         | Tête de liste         | Voix                | %                   | Rang                | Députés             | Sénat | Gouvernement |
| ------------- | --------------------- | ------------------- | ------------------- | ------------------- | ------------------- | ----- | ------------ |
| avril 2019    | José María Mazón (es) | 52 197              | 14,59               | 4e                  | 1 / 5               | 0 / 5 | Opposition   |
| novembre 2019 | José María Mazón (es) | 68 580              | 21,10               | 3e                  | 1 / 5               | 0 / 5 | Opposition   |

### Parlement de Cantabrie
Le Parlement de Cantabrie est élu à la proportionnelle sur base d'une circonscription provinciale unique, cette communauté autonome ne se composant que d'une seule province.
| Année | Tête de liste        | Voix    | %     | Sièges  | Rang | Gouvernement                               |
| ----- | -------------------- | ------- | ----- | ------- | ---- | ------------------------------------------ |
| 1983  | Miguel Ángel Revilla | 18 767  | 6,76  | 2 / 35  | 3e   | Opposition                                 |
| 1987  | Miguel Ángel Revilla | 37 950  | 12,86 | 5 / 39  | 3e   | Opposition (1987-1990), Blanco (1990-1991) |
| 1991  | Miguel Ángel Revilla | 18 789  | 6,35  | 2 / 39  | 4e   | Opposition                                 |
| 1995  | Miguel Ángel Revilla | 46 587  | 14,56 | 6 / 39  | 4e   | Martínez Sieso I                           |
| 1999  | Miguel Ángel Revilla | 42 896  | 13,51 | 6 / 39  | 3e   | Martínez Sieso II                          |
| 2003  | Miguel Ángel Revilla | 66 480  | 19,24 | 8 / 39  | 3e   | Revilla I                                  |
| 2007  | Miguel Ángel Revilla | 99 159  | 28,64 | 12 / 39 | 2e   | Revilla II                                 |
| 2011  | Miguel Ángel Revilla | 99 159  | 29,12 | 12 / 39 | 2e   | Opposition                                 |
| 2015  | Miguel Ángel Revilla | 97 185  | 29,89 | 12 / 35 | 2e   | Revilla III                                |
| 2019  | Miguel Ángel Revilla | 122 679 | 37,64 | 14 / 35 | 1er  | Revilla IV                                 |
| 2023  | Miguel Ángel Revilla | 67 523  | 20,79 | 8 / 35  | 2e   | Opposition                                 |